# Hyvinkää
Hyvinkää é uma cidade e um município da Finlândia, localizada na região de Uusimaa, na província da Finlândia Meridional. Possui 46.925 habitantes (estimativa 2024). Está situada aproximadamente 50 km ao norte de Helsínquia, nas margens do rio Vantaa. É centro de turismo de inverno.

## Cidades-irmãs
- Eigersund	, 	Noruega
- Kecskemét	, 	Hungria
- Korsør	, 	Dinamarca
- Kostroma	, 	Rússia
- Motala	, 	Suécia
- Hersfeld-Rotenburg	, 	Alemanha